# Цианакриловая кислота
Цианакриловая кислота (2-цианакриловая кислота, CH2=C(CN)COOH) — органическое соединение, мономеро для производства цианакрилатных клеев, широко известных как суперклеи.

## Свойства
Кислота обладает высокой реакционной способностью, быстро полимеризуется в присутствии оснований, не реагирует с бензилхлоридом.
Растворитель перекристаллизации — толуол.

## Получение
Кислоту можно получить при помощи термического разложения этилового эфира 2-цианакриловой кислоты при 600 °C. 

## Применение
Кислота применяется для производства цианакрилатных клеев.